# Bourrasque (есмінець)
«Бурраск» (англ. FR Bourrasque) — військовий корабель, ескадрений міноносець головний у своєму типі Військово-морського флоту Франції у роки Другої світової війни.
«Бурраск» був закладений 26 квітня 1925 року на верфі компанії Ateliers et Chantiers de France у Дюнкеркі. 1 квітня 1927 року він був спущений на воду, а 1 липня 1929 року увійшов до складу ВМС Франції.

## Історія служби
Навесні 1940 року «Бурраск» входив до складу французьких сил прибережної оборони в районі Ла-Маншу. 30 травня 1940 року підірвався на міні неподалік від Ніувпорта, під час евакуації союзних військ з Остенде, та був добитий артилерійським вогнем німецьких берегових батарей.